# Préhy
Préhy és un municipi francès, situat al departament del Yonne i a la regió de Borgonya - Franc Comtat. L'any 2007 tenia 125 habitants.

## Demografia

### Població
El 2007 la població de fet de Préhy era de 125 persones. Hi havia 53 famílies, de les quals 11 eren unipersonals (11 homes vivint sols), 15 parelles sense fills, 19 parelles amb fills i 8 famílies monoparentals amb fills.
La població ha evolucionat segons el següent gràfic:
Habitants censats

### Habitatges
El 2007 hi havia 71 habitatges, 54 eren l'habitatge principal de la família, 10 eren segones residències i 8 estaven desocupats. 68 eren cases i 2 eren apartaments. Dels 54 habitatges principals, 44 estaven ocupats pels seus propietaris, 8 estaven llogats i ocupats pels llogaters i 3 estaven cedits a títol gratuït; 1 tenia una cambra, 2 en tenien dues, 5 en tenien tres, 11 en tenien quatre i 35 en tenien cinc o més. 41 habitatges disposaven pel capbaix d'una plaça de pàrquing. A 26 habitatges hi havia un automòbil i a 26 n'hi havia dos o més.

### Piràmide de població
La piràmide de població per edats i sexe el 2009 era:
| Homes | Edats   | Dones |
| ----- | ------- | ----- |
| 0     | 95 o +  | 0     |
| 4     | 90 a 94 | 0     |
| 0     | 85 a 89 | 0     |
| 0     | 80 a 84 | 8     |
| 0     | 75 a 79 | 4     |
| 4     | 70 a 74 | 0     |
| 0     | 65 a 69 | 0     |
| 4     | 60 a 64 | 0     |
| 0     | 55 a 59 | 0     |
| 4     | 50 a 54 | 8     |
| 8     | 45 a 49 | 8     |
| 8     | 40 a 44 | 8     |
| 16    | 35 a 39 | 4     |
| 0     | 30 a 34 | 0     |
| 4     | 25 a 29 | 0     |
| 8     | 20 a 24 | 4     |
| 16    | 15 a 19 | 8     |
| 8     | 10 a 14 | 0     |
| 0     | 5 a 9   | 8     |
| 0     | 0 a 4   | 0     |

## Economia
El 2007 la població en edat de treballar era de 83 persones, 68 eren actives i 15 eren inactives. De les 68 persones actives 64 estaven ocupades (35 homes i 29 dones) i 4 estaven aturades (1 home i 3 dones). De les 15 persones inactives 8 estaven jubilades, 5 estaven estudiant i 2 estaven classificades com a «altres inactius».

### Ingressos
El 2009 a Préhy hi havia 59 unitats fiscals que integraven 143,5 persones, la mediana anual d'ingressos fiscals per persona era de 21.679 €.

### Activitats econòmiques
Dels 5 establiments que hi havia el 2007, 1 era d'una empresa de construcció, 2 d'empreses de comerç i reparació d'automòbils i 2 d'empreses financeres.
L'únic servei als particulars que hi havia el 2009 era un guixaire pintor.
L'any 2000 a Préhy hi havia 19 explotacions agrícoles que ocupaven un total de 828 hectàrees.

## Poblacions més properes
El següent diagrama mostra les poblacions més properes.